# 1615년
1615년은 목요일로 시작하는 평년이다.

## 연호
- 명(明) 만력(萬曆) 43년
- 일본(日本) 게이초(慶長) 20년 / 겐나(元和) 원년
- 후 레 왕조(後黎朝) 호앙딘(弘定) 16년
- 막 왕조(莫朝) 끼엔통(乾統) 23년

## 기년
- 류큐(琉球) 쇼네이왕(尚寧王) 27년
- 명(明) 신종 만력제(神宗 萬曆帝) 43년
- 조선(朝鮮) 광해군(光海君) 7년
- 후 레 왕조(後黎朝) 경종(敬宗) 16년

## 사건
- 6월 4일(음력 5월 8일) - 오사카 전투의 패배로 도요토미 가문이 몰락하였다.

## 탄생
- 3월 13일 - 제242대 로마의 교황 교황 인노첸시오 12세. (~1700년)

### 미상
- 조선의 문신 이흡. (~1637년)

## 사망
- 6월 3일 - 전국시대 일본의 무장 사나다 노부시게. (1567년~)
- 6월 4일 - 일본 시대 전기의 다이묘 도요토미 히데요리. (1593년~)
- 5월 27일 - 프랑스와 나바라의 왕비 발루아의 마르그리트. (1553년~)
- 10월 9일 - 조선의 한의사 허준. (1539년~)